# Ондавске-Матьяшовце
Ондавске-Матьяшовце (словац. Ondavské Matiašovce) — село и одноимённая община в районе Вранов-над-Топлёу Прешовского края Словакии. В письменных источниках начинает упоминаться с 1363 года.

## География
Село расположено в южной части края, в пределах левобережной части долины реки Ондавы, при автодороге 554. Абсолютная высота — 133 метра над уровнем моря. Площадь муниципалитета составляет 10,29 км².

## Население
| Год:                | 1994 | 2004    | 2014    | 2024    |
| ------------------- | ---- | ------- | ------- | ------- |
| Количество человек: | 753  | 811     | 825     | 803     |
| Разница:            |      | +7,70 % | +1,72 % | −2,66 % |

По данным последней официальной переписи 2011 года, численность населения Ондавске-Матьяшовце составляла 828 человек.